# خادمة المطبخ
خادمة المطبخ هي هي لوحة زيتية على قماش للرسام الهولندي رامبرانت وهي موجودة في المتحف الوطني السويدي. التي تجسد بصورةٍ حية الفتاة من النافذة واحدة من التحف الفنية لرامبرانت والتي جاءت إلى السويد في أواخر القرن السابع عشر. من الغير معروف ما إذا كانت هذه الفتاة قد عملت حقاً كخادمة في المطبخ ولكن يفترض أن هذا البورتريه يصور شخصاً كان رامبرانت يعرفه جيداً، ذلك أنه شخصها بقوة وبحيوية. تم رسم اللوحة بضربات ريشة واسعة مع تباين قوي بين الظل والنور. تتباين السترة الحمراء مع القميص الأبيض والخلفية الداكنة.

## وصلات خارجية
- المتحف الوطني السويدي
- لوحة خادمة المطبخ المتحف الوطني السويدي